# مایکل لوهان
مایکل لوهان (انگلیسی: Michael Lohan؛ ‏ ‎/ˈloʊ.ən/‎ ‏LOH-ən‏ زادهٔ ۲۵ آوریل ۱۹۶۰) بازیگر اهل ایالات متحده آمریکا است.
از فیلم‌ها یا مجموعه‌های تلویزیونی که وی در آن‌ها نقش داشته‌است، می‌توان به لری کینگ لایو و خانمان خانه واقعی آتلانتا اشاره نمود.